# Capability Brown

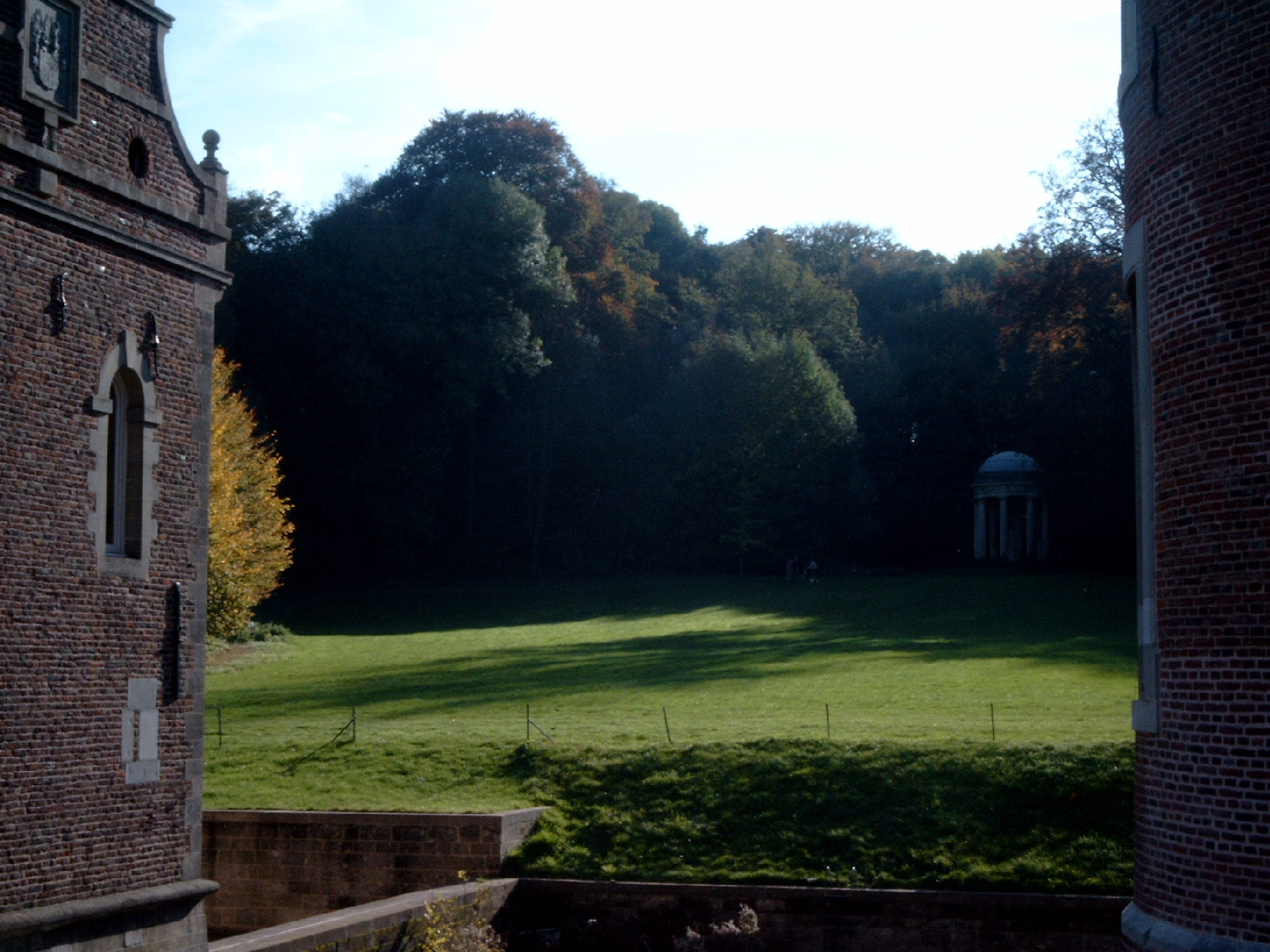
Engels Park met Minervatempel te Alden Biesen - Bilzen

Capability Brown, geboren Lancelot Brown (Kirkharle (Northumberland), 1716 – Londen, 6 februari 1783) was een Engelse landschaps- en tuinarchitect. Hij was in dienst bij adellijke families om hun tuinen in te richten. Locaties waar hij heeft gewerkt zijn Blenheim Palace bij Woodstock, de Kew Gardens bij Londen, en Warwick Castle. Brown geldt als de schepper van de Engelse landschapsstijl.

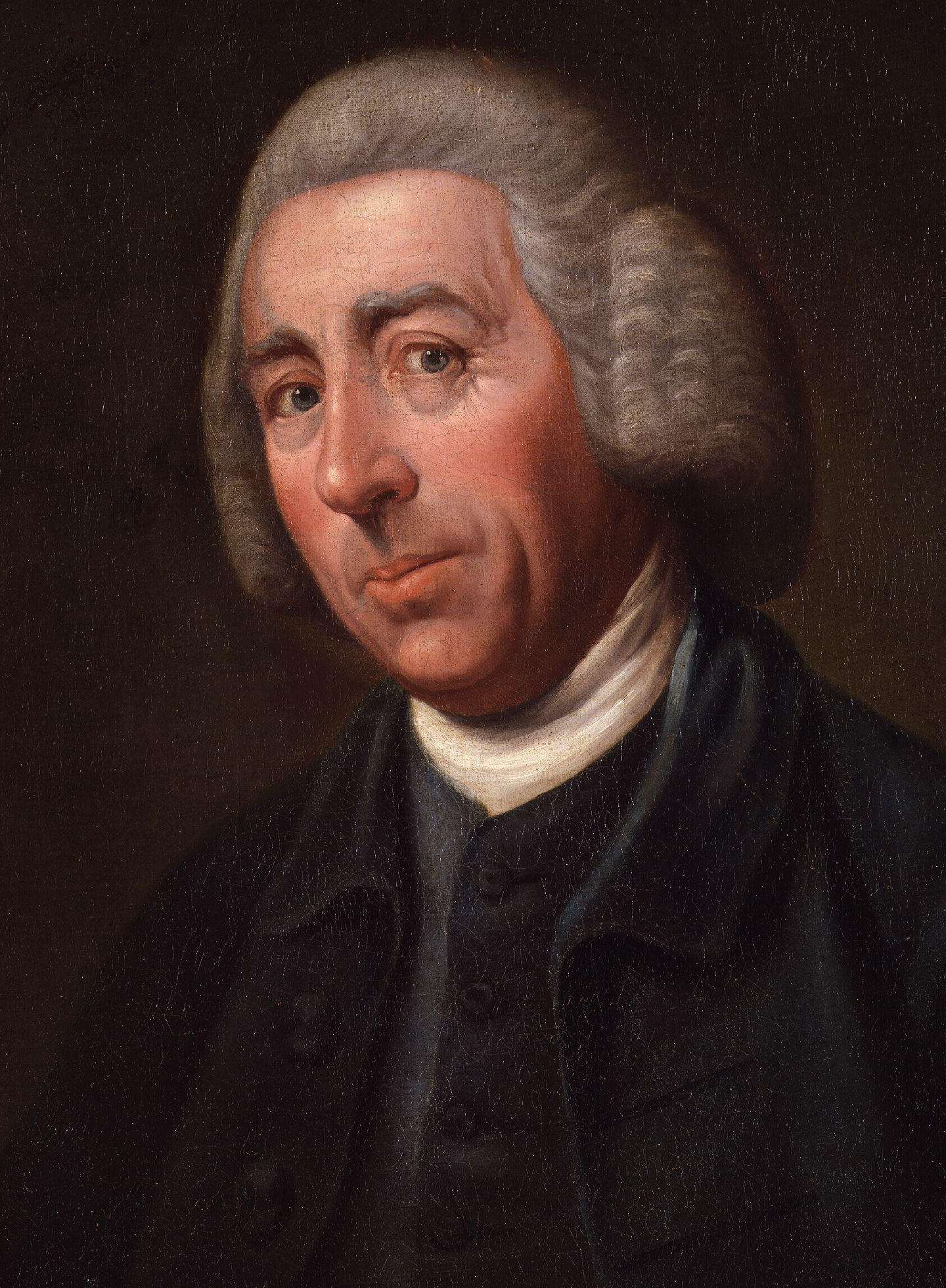
Lancelot (Capability) Brown

Sommige historische tuinen worden nu beheerd door de National Trust, te vergelijken met de Belgische Koninklijke Commissie voor Monumenten en Landschappen en de Vereniging Natuurmonumenten in Nederland met dit verschil dat de National Trust een rechtspersoon is, met andere woorden eigenaar en beheerder is van de domeinen.
Brown kreeg de bijnaam "Capability" omdat hij in elke tuin wel een "mogelijkheid" (Engels: capability) zag om deze om te toveren tot een landschapstuin. Dit werd mede ingegeven als reactie op de vormelijk streng geordende en ommuurde renaissancetuinen. Het bekendste voorbeeld is de landschapstuin bij Blenheim Palace. Daarnaast heeft hij onder meer ook meegewerkt aan de tuin bij het Stowe House in Buckinghamshire, het Chatsworth House in North Derbyshire, het Burghley House bij Stamford in Lincolnshire en het Prior Park bij Bath.
In België ontwierp Brown in zijn laatste levensjaren de tuinen van het Kasteel van Laken voor aartshertogin Maria Christina van Oostenrijk van het Kasteel Belvédère voor Edouard de Walckiers.